# Route départementale 52 (Nord)
Pour les articles homonymes, voir Route départementale 52.
La route départementale 52, encore appelée « voie romaine » ou « Steen Straet », est une route départementale située dans le département du Nord (France) et qui relie Cassel à Mardyck à travers la Flandre maritime.
Il s'agit d'une voie romaine, qui, durant l'Antiquité, traversait le territoire des Ménapiens et menait vers la côte. Cependant, cette voie pourrait dater d'avant l'époque romaine.
La route constitue la limite entre les villages de Ledringhem et d'Arnèke, entre Zegerscappel et Esquelbecq et entre Pitgam-Steene et Crochte.